# Jan z Paběnic
Jan z Paběnic později Voračický z Paběnic (* před rokem 1510 – 17. září 1553) byl český šlechtic z pozdějšího rodu Voračických z Paběnic.

## Život
Jan z Paběnic před rokem 1510 získal tvrz Voračice poblíž Benešova, podle níž se pak on i jeho rod psal Voračický z Paběnic. Jan z Paběnic se sídlem ve Voračicích je poprvé zmiňován v první polovině 16. století v titulární knize z roku 1534. 

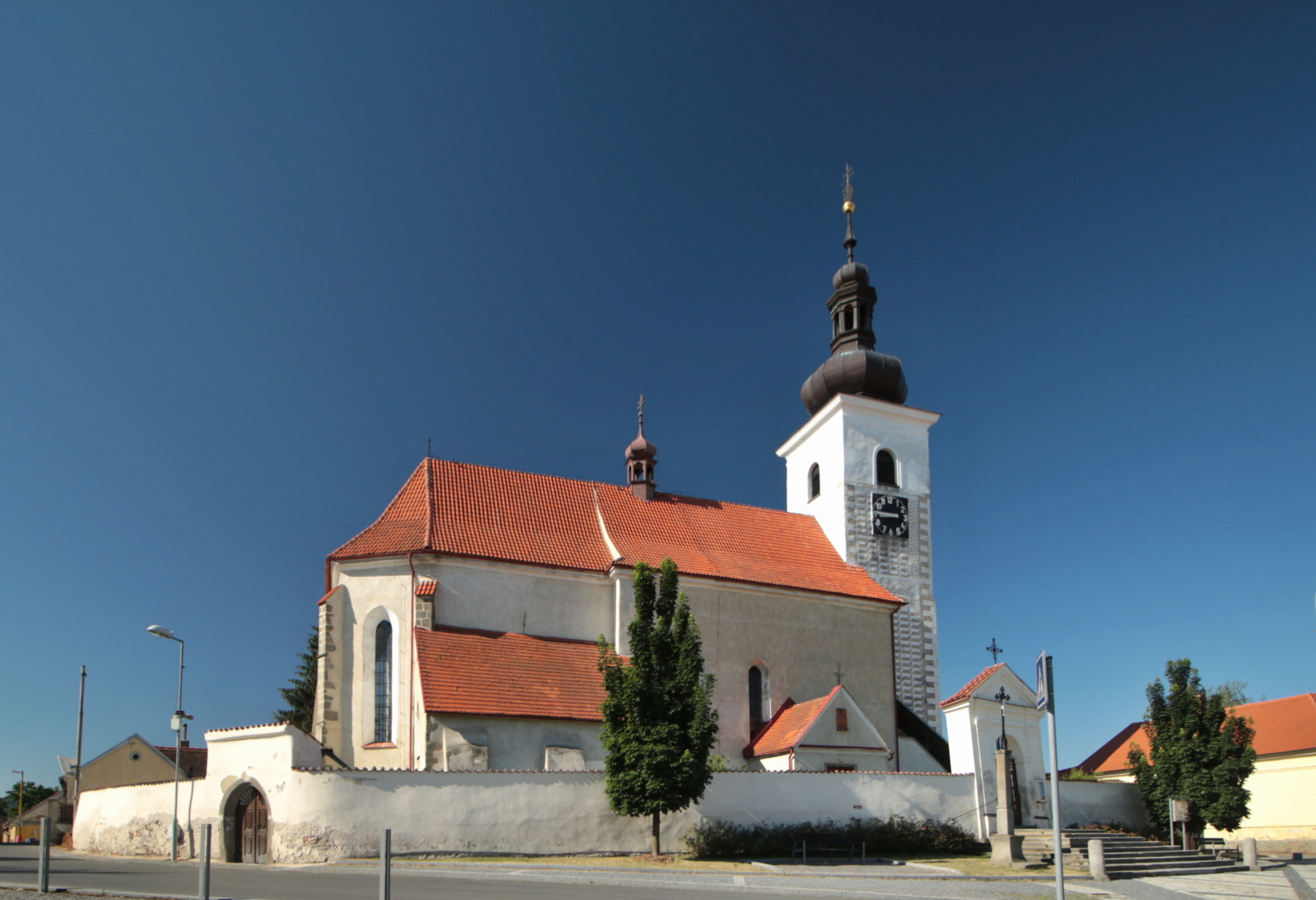
Kostel sv. Vavřince v Prčici, místo posledního odpočinku Jana z Paběnic.

Jan byl zřejmě dobrý hospodář. Kolem roku 1530 koupil půl prčického panství, dále Heřmaničky a Bezmíř, v roce 1543 pak Dědkov a Heřmanice, a v letech 1548-1549 Vožici, Čišťovice, Jiříkovec a hrádek Kozí hřbet a další menší statky. Tyto majetky postoupil v roce 1550 čtyřem mladším synům. Jeho dětem později připadl také majetek po jeho první manželce Anně z Polánky, které po svém otci zdědila rodové panství Polánku s dalšími vesnicemi.
Jan Voračický z Paběnic zemřel 17. září 1553 a pochován v prčickém kostele sv. Vavřince.

### Rodina
Jan byl dvakrát ženatý:
1. Anna Polanecká z Polánky
2. Alžběta Vejhaková z Koutů († 1574)

Z obou manželství měl více dětí, mezi nimi 5 synů:
1. Mikuláš (1525–1542 nebo 1547)
2. Václav (1525–1563 nebo 1565)
3. Petr
4. Adam († 1591)
5. Burian († po r. 1560), zdědil panství Dědkov a Heřmanice a tři domy v Prčici. Neměl mužské potomky.